# Incomaker
Incomaker, původním názvem Netcampaigner, je společnost poskytující stejnojmenné cloudové řešení pro automatizaci digitálního marketingu a prodeje v malých firmách s využitím umělé inteligence. Byl založen v roce 2015 jako česko-portugalský technologický startup. Jejich software kombinuje funkcionalitu více marketingových systémů jako je emailový marketing, CRM, software pro správu sociálních sítí, SMS či pro optimalizaci pro vyhledávače v jedné službě.

## Historie
Incomaker založili v roce 2015 Tomáš Šalamon, Radomír Vach a Vilém Říha, který ovšem v létě 2017 z politických důvodů z firmy odešel. V roce 2016 získala firma inovační grant 50 000 eur z fondu Horizon 2020 Evropské unie jako sedmá česká firma, které se to podařilo. V té době se firma ještě jmenovala Netcampaigner. V roce 2017 začala společnost svůj produkt prodávat v České republice a v Portugalsku.
V roce 2018 získala investici rizikového kapitálu ve výši 6,1 mil. Kč prostřednictvím equity-crowdfundingové platformy Fundlift výměnou za konvertibilní dluhopisy. Tato emise určila tržní valuaci společnosti k roku 2018 na 80 mil. Kč.

## Software
Incomaker poskytuje v jedné aplikaci řešení pro automatizaci emailového marketingu, správy sociálních sítí, CRM, optimalizaci pro vyhledávače, marketing internetových obchodů, internetovou reklamu, rekomendační stroj, datovou analýzu a reporting v jednom produktu. Řešení je zaměřeno na malé a střední firmy a marketingové agentury. Tyto funkcionality jsou obsaženy v jednom produktu, takže odpadá nutnost integrace více dílčích systémů. Konkrétně poskytuje:
- Rozesílání hromadných e-mailů s personalizovaným obsahem.
- Umožňuje rozesílání SMS.
- Systém pro správu vztahů se zákazníky (CRM) a automatizaci prodejního procesu.
- Správa sociálních sítí a automatizace jejich obsahu.
- Správa e-shopu a produktových feedů.
- Automatizace webové reklamy.
- Webová analytika a heatmapy.[7]
- Systém je integrován se systémy pro správu obsahu WordPress a Drupal a eshopy založenými na platformách PrestaShop, Magento, OpenCart a Woocommerce. Vedle toho má otevřené rozhraní (API) pro připojení jiných systémů.
- Systém shromažďuje data z internetu, z firemních databází a dalších zdrojů a provádí jejich analýzu. Z výsledků se učí a používá je pro své další rozhodování. Společnost uvádí, že jejím cílem je nahradit práci marketingových pracovníků algoritmy.[8]

Firma je zaměřena především na evropský trh, pro který jsou její produkty lokalizovány.

### Umělá inteligence
Systém shromažďuje a analyzuje data o chování zákazníků z různých zdrojů, jako jsou webové stránky, sociální sítě, e-shop či mobilní aplikace či vnitřní informační systémy zákazníků a využívá algoritmů strojového učení k automatizaci marketingové komunikace. To by mělo umožnit marketérům věnovat svůj čas a energii tvůrčí práci, například tvorbě obsahu, zatímco rutinní činnosti přenechají strojům.